# Shōgo Sakata
Shōgo Sakata (坂田 将吾 Sakata Shōgo?, 23 de enero de 1998) es un actor de voz japonés afiliado a Aoni Production.

## Filmografía
Los papeles principales están en negrita

### Anime

#### Series de televisión
| Año  | Título | Rol                                                            | Refs.  |
| ---- | --- | -------------------------------------------------------------- | ------ |
| 2019 | Dr. Stone | Carbo                                                          | [ 3 ]  |
| 2019 | Pokemon | Yadon; Gaburiasu                                               | [ 4 ]  |
| 2020 | Tsugu Tsugumomo                                                                                                   | Akito Ashimine                                                 | [ 5 ]  |
| 2020 | En'en no Shōbōtai: Ni no Shō                                                                                      | Sasaki Karin                                                   | [ 6 ]  |
| 2020 | Kimi to Boku no Saigo no Senjō, Arui wa Sekai ga Hajimaru Seisen                                                  | Octavo Gran Apóstol                                            | [ 7 ]  |
| 2021 | Shingeki no Kyojin: The Final Season                                                                              | Surma                                                          | [ 8 ]  |
| 2021 | Kumo desu ga, Nani ka?                                                                                            | Kenichi Ogiwara/Ugio                                           | [ 9 ]  |
| 2021 | Shaman King | Midori Tamurazaki; Mr. Little Lake; Blue Chateau; Nakht Pitrah | [ 10 ] |
| 2021 | Kyōkyoku Shinka Shita Full Dive RPG ga Genjitsu Yorimo Kuso-Ge Dattara                                            | Takafumi                                                       | [ 11 ] |
| 2021 | Fairy Ranmaru: Anata no Kokoro Otasuke Shimasu                                                                    | Ranmaru Ai                                                     | [ 12 ] |
| 2022 | Kaijin Kaihatsubu no Kuroitsu-san                                                                                 | Purple Mirror                                                  | [ 13 ] |
| 2022 | Paripi Kōmei | Masa                                                           | [ 14 ] |
| 2022 | Orient: Awajishima Gekitou-hen                                                                                    | Hikaru Yokomichi                                               | [ 15 ] |
| 2022 | Boku no Hero Academia 6th Season                                                                                  | Enma Kannagi                                                   | [ 16 ] |
| 2022 | Shingeki no Kyojin: The Final Season Part 2                                                                       | Surma                                                          | [ 17 ] |
| 2022 | Chainsaw Man | Aki Hayakawa                                                   | [ 18 ] |
| 2023 | Tensei Ōjo to Tensai Reijō no Mahō Kakumei                                                                        | Algard "Allie" Von Palettia                                    | [ 19 ] |
| 2023 | MF Ghost | Takuya Yanagida                                                | [ 20 ] |
| 2024 | Sokushi Cheat ga Saikyō Sugite, Isekai no Yatsura ga Marude Aite ni Naranain Desu ga.                             | Suguru Yazaki                                                  | [ 21 ] |
| 2024 | Kekkon Yubiwa Monogatari                                                                                          | Marmarugias Gisaras                                            | [ 22 ] |
| 2024 | Chiyu Mahō no Machigatta Tsukai-kata                                                                              | Ken Usato                                                      | [ 23 ] |
| 2024 | Nozomanu Fushi no Bōkensha                                                                                        | Ryuntus                                                        | [ 24 ] |
| 2024 | Wind Breaker | Masaki Anzai                                                   | [ 25 ] |
| 2024 | Blue Archive: The Animation                                                                                       | Sensei                                                         | [ 26 ] |
| 2024 | Koi wa Futago de Warikirenai                                                                                      | Jun Shirosaki                                                  | [ 27 ] |
| 2024 | Ao no Hako | Ryōsuke Nishida                                                | [ 28 ] |
| 2024 | Mahō Tsukai ni Narenakatta Onna no Ko no Hanashi                                                                  | Mike Show                                                      | [ 29 ] |
| 2024 | MF Ghost 2nd Season                                                                                               | Takuya Yanagida                                                | [ 30 ] |
| 2024 | Saikyō no Shienshoku "Wajutsushi" dearu Ore wa Sekai Saikyō Clan o Shitagaeru                                     | Leon Fredric                                                   | [ 31 ] |
| 2024 | Kamonohashi Ron no Kindan Suiri 2nd Season                                                                        | Shunsuke Sakai                                                 | [ 32 ] |
| 2025 | Class no Daikirai na Joshi to Kekkon Suru Koto ni Natta.                                                          | Saito Hōjō                                                     | [ 33 ] |
| 2025 | Izure Saikyō no Renkinjutsu-shi?                                                                                  | Takumi Iruma                                                   | [ 34 ] |
| 2025 | Isshun de Chiryō Shiteita no ni Yakutatazu to Tsuihō Sareta Tensai Chiyushi, Yami Healer to Shite Tanoshiku Ikiru | Zenos                                                          | [ 35 ] |
| 2025 | Wind Breaker Season 2                                                                                             | Masaki Anzai                                                   | [ 36 ] |
| 2025 | En'en no Shōbōtai: San no Shō                                                                                     | Sasaki Karin                                                   | [ 37 ] |
| 2025 | Silent Witch: Chinmoku no Majo no Kakushigoto                                                                     | Felix Arc Ridill                                               | [ 38 ] |
| 2025 | Tōgen Anki | Ikari Yaoroshi                                                 | [ 39 ] |
| 2025 | Shūkan Ranobe Anime                                                                                               | Itsuki Wase                                                    | [ 40 ] |
| 2025 | Chitose-kun wa Ramune Bin no Naka                                                                                 | Saku Chitose                                                   | [ 41 ] |
| 2025 | Bukiyō na Senpai.                                                                                                 | Yū Kamegawa                                                    | [ 42 ] |
| 2026 | Seihantai na Kimi to Boku                                                                                         | Yūsuke Tani                                                    | [ 43 ] |
| TBA  | Kekkon Yubiwa Monogatari 2nd Season                                                                               | Marmarugias Gisaras                                            | [ 44 ] |

#### Películas
| Año  | Título                                                   | Rol                     | Refs.         |
| ---- | -------------------------------------------------------- | ----------------------- | ------------- |
| 2021 | Boku no Hero Academia: The Movie 3: World Heroes Mission | Leviathan; Enma Kannagi | [ 45 ]        |
| 2025 | Gekijō-ban Chainsaw Man Reze-hen                         | Aki Hayakawa            | [ 46 ] [ 47 ] |

#### ONAs
| Año  | Título                            | Rol        | Refs.  |
| ---- | --------------------------------- | ---------- | ------ |
| 2021 | Pokemon Evolutions                | Gladio     | [ 48 ] |
| 2022 | Pokemon: Kami to Yobareshi Arceus | Gaburiasu  | [ 49 ] |
| 2023 | Pluto                             | Adolf Haas | [ 50 ] |

### Videojuegos
| Año  | Título                    | Rol                                           | Refs. |
| ---- | ------------------------- | --------------------------------------------- | ----- |
| 2020 | Koi no Hana Saku Hyakkaen | Azon Miyazawa                                 | [ 1 ] |
| 2020 | Crash Fever               | Lancelot                                      | [ 1 ] |
| 2020 | Lost Ark                  | Hu Dong                                       | [ 1 ] |
| 2021 | Caligula2                 | Kaoru Uno                                     | [ 1 ] |
| 2021 | Samurai Warriors 5        | Toshimitsu Saito                              | [ 1 ] |
| 2021 | Tales of Luminaria        | Edouard Lequier                               | [ 1 ] |
| 2022 | Monster Strike            | Comandante T, Tamuramaro Sakaue, Aki Hayakawa | [ 1 ] |
| 2023 | Granblue Fantasy          | Lody                                          | [ 1 ] |
| 2023 | ONE.                      | Shun Hikami                                   | [ 1 ] |

### CD Drama
| Año  | Título                                                   | Rol       | Refs. |
| ---- | -------------------------------------------------------- | --------- | ----- |
| 2021 | THE IDOLM@STER SideM NEW STAGE EPISODE 12 DRAMATIC STARS | Ayanokoji | [ 1 ] |